# ギルダン
ギルダン・アクティヴウェア（英語：Gildan Activewear Inc.）は、Tシャツ、フリースなどを主に製造するカナダの衣料メーカー。スクリーン印刷によって柄やロゴの装飾が施される前の無地の各種アクティブウェアを製造していることで知られる。また、Gold Toe Brands、PowerSox、SilverToe、Auro、All Pro、Gildanなどのブランドおよび、米国内の各種プライベートブランドのOEM先としても著名である。このほか、アンダーアーマーや、ニューバランスブランドでの靴下の製造と販売も手掛ける。世界中で約44,000人の従業員を抱え、ホンデュラスのリオ・ナンセ、カリブ海地域に製造拠点を所有し運営を行っている。

## 概要
グレンとグレッグ・チャマンディー兄弟は、1984年にカナダのケベック州モントリオールにあるニット工場を買収し、ギルダンを設立しており、家族が既に所有していた子供服事業である「Harley Inc.」社に供給する生地を製造していた。その後、綿100%のTシャツを卸売業者に卸す事業を開始しており、卸売業者はオリジナルTシャツの製造元となるアメリカやカナダのスクリーン印刷業者に販売することで事業が拡大した。1994年までにハーレー社は閉鎖され、ギルダン・アクティヴウェアとなった製品の拡大に専念することになった。
ギルダンはホンジュラスやハイチといった低賃金の国に工場を所有したため、2006年の時点で、シャツ1枚あたりの価格を中国メーカー以下にまで値下げすることが可能であった。

## 沿革

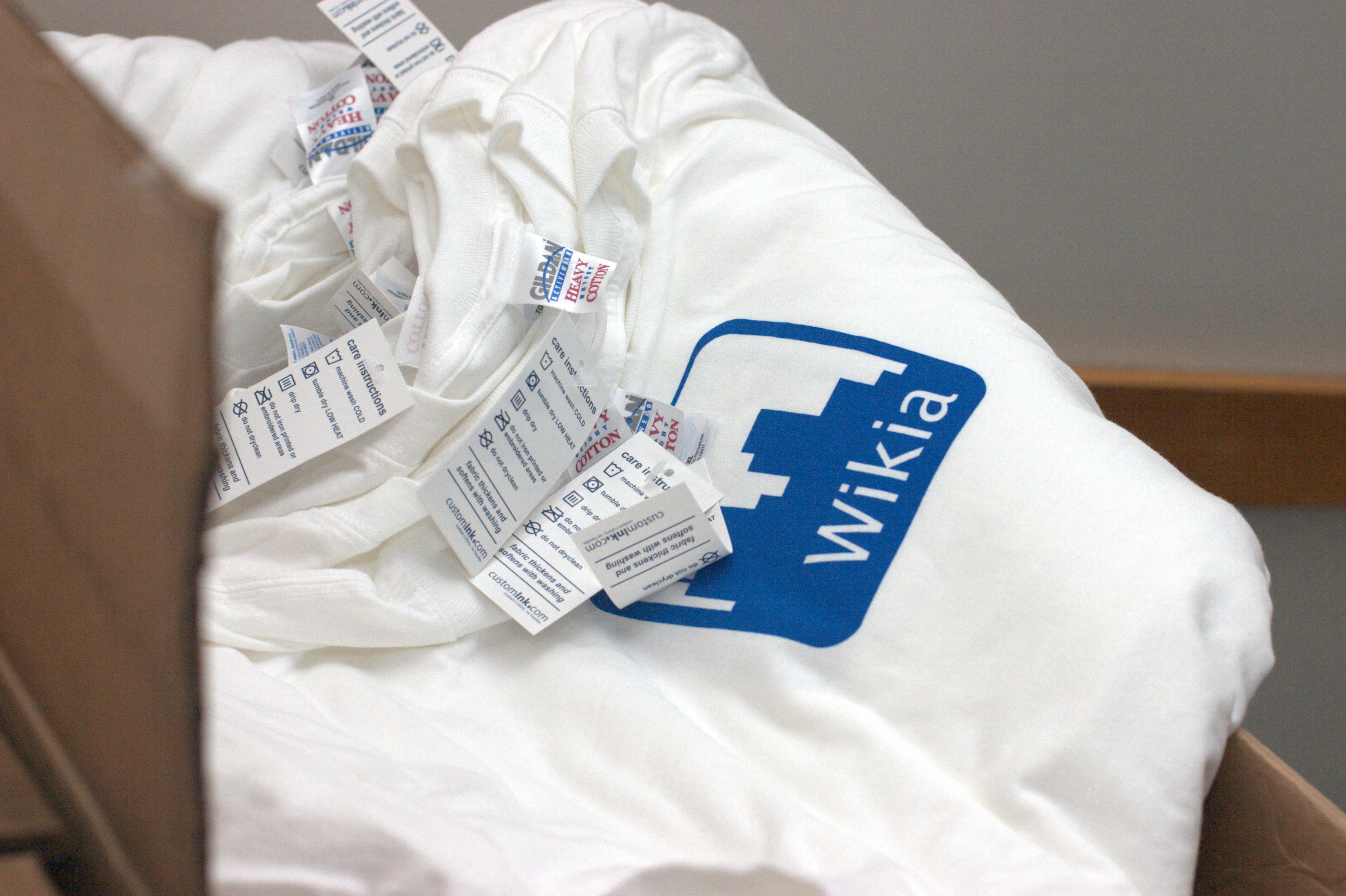
2006年、イベントで配布するために作られたwikiaのロゴが印刷されたオリジナルTシャツ

ギルダンは1997年、ホンジュラスに最初の海外縫製工場を開設する。この工場は垂直統合型であり、1,200人の労働者を雇用した。1998には新規株式公開を果たし、トロント証券取引所とニューヨーク証券取引所の両方に上場を果たしている。
2001年までに、ギルダンは綿100%のフリーサイズTシャツのアメリカにおける主要販売会社となったことがエーシーニールセンの「S.T.A.R.S. Report」内で公表された。翌年、ホンジュラスのリオ・ナンセに編み物、漂白、染色、仕上げを目的とした裁断工場の開所を行う。
2005年、ドミニカ共和国に縫製工場の設立を行う。
2010年、アジアとヨーロッパでの成長計画を支えるため、バングラデシュの「Shahriyar Fabric Industries Limited」社に1,500万ドルの投資を行う。
2012年5月、ギルダンは130年の歴史を持つアパレルメーカー、アンヴィル・ホールディングスを買収し事業を拡大。アンヴィル・ホールディングスは、サステナブル、リサイクル、オーガニックといった環境に優しいアパレルを製造しているアンヴィル・ニットウェアの親会社である。
ギルダンは2013年スーパーボウルの第3四半期に於いて、30秒のスポットCM枠を購入し広告を放映する。また、2012年12月15日にアルバカーキで行われたギルダン・ニューメキシコ・ボウルの後援も手掛けている。
2014年、カナダの縫製工場ドリス・ホシエリーを1億1,000万カナダドルで買収する。2015年2月、ギルダンはアメリカバーモント州でTシャツの製造を行う「Comfort Colors」のブランドと資産を、総額約1億米ドルで買収する意向を発表した。Comfort Colorsは、北米のプリントウェア市場向けの製品染めの装飾されていないTシャツとスウェットの主要サプライヤーである。
2016年、PEDS Legwear社を5,500万ドルで買収する発表を行う。
2017年、アメリカのアパレル企業アメリカンアパレルをオークションで8,800万ドルで買収する。なお、この取引には小売販売店は含まれていない。

## 労働者の権利侵害の申し立て
Genesis, SA社は、ギルダンを主な顧客とするTシャツを製造するハイチの工場である。この工場はハイチの首都ポルトープランスで、労働者の権利と組合を組織化した指導者を標的とした報復解雇運動を行った企業として告発されている。

## CM
2017年のテレビCMで、ギルダンは（サイズの合わない）白ブリーフを履いた年配の男性を描き、若い男性に父親の下着を履かないように促したCMを放送した。ブレイク・シェルトンはギルダンのスポークスマンを務めており、同社の下着モデルとしてデビューした。